# Termografie (medicină)

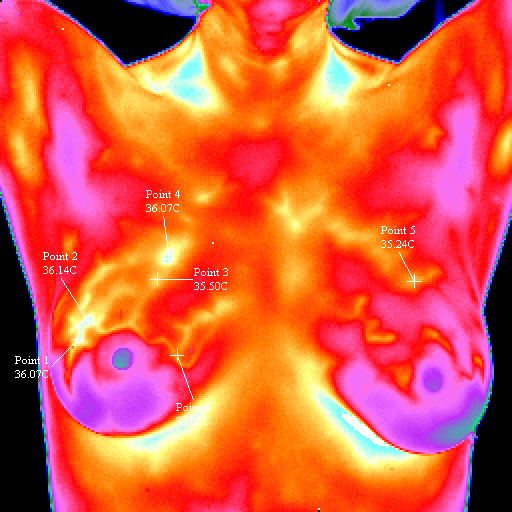
Cancer de sân drept

Termografia (din greaca thermos = cald, de la therme = căldură + graphein = a scrie) este o metodă de măsurare și înregistrare a căldurii (radiațiilor infraroșii) produse de diferite părți ale organismului, la nivelul pielii, prin folosirea unui film fotografic sensibil la radiații infraroșii sau o sondă detectoare. Imaginea obținută se numește termogramă, care este o hartă de distribuție a temperaturii la nivelul pielii. Radiațiile infraroșii formate de organism variază în funcție de fluxul sanguin local din vase; în consecință, zonele cu circulație sanguină săracă produc căldură mai puțină. Pe de altă parte, o tumoare cu o vascularizație abundentă și un flux sanguin crescut poate produce pe termogramă zone calde. Termografia este utilizată mai ales în diagnosticul tumorilor de sân, sub denumirea de mamotermografie. În prezent sunt folosite tehnici mai sensibile pentru depistarea tumorilor de sân ca mamografia (radiografia glandei mamare) sau ecografia mamară.  